# Black Dawn
Black Dawn je šestým studiovým albem americké rockové skupiny Cactus, vydaným v roce 2016, druhým albem po jejich reformaci se zpěvákem Jimmy Kunesem a hráčem na harmoniku Randy Prattem a zároveň prvním s novým baskytaristou Pete Bremym. Poslední dvě písně byly nahrány v roce 1971 původní sestavou, ve které byli Rusty Day a baskytarista Tim Bogert.

## Seznam stop
Všechny skladby napsali Appice, McCarty a Kunes, pokud není uvedeno jinak.
1. "Black Dawn" – 4:09
2. "Mama Bring It Home" – 4:05
3. "Dynamite" – 5:09
4. "Juggernaut" – 4:40
5. "Headed for a Fall" – 4:13
6. "You Need Love" – 5:09
7. "The Last Goodbye" (McCarty, Appice) – 4:35
8. "Walk a Mile" – 4:39
9. "Another Way or Another" (McCarty, Appice, Bogert) – 4:30
10. "C-70 Blues" (McCarty, Appice, Bogert, Day) – 5:57

## Obsazení
- Carmine Appice – bicí, klávesy, doprovodný zpěv
- Pete Bremy – baskytara
- Jimmy Kunes – sólový zpěv
- Jim McCarty – kytara
- Randy Pratt – harmonika

- Tim Bogert – baskytara na "Another Way or Another" a "C-70 Blues"
- Rusty Day – zpěv a harmonika on "Another Way or Another" a "C-70 Blues"